# 閑乗寺スキー場
閑乗寺スキー場（かんじょうじスキーじょう）は、2012年度まで富山県南砺市井波の閑乗寺公園内にあった公営のスキー場である。
砺波市にある夢の平スキー場、小矢部市にあるクロスランドタワーと並んで砺波平野の散居村が一望できる屈指のスポットとしても有名であった。
スノーボードは全面滑走可であった。

## 索道
- ペアリフト1基 (300m)

## 施設
- 駐車場200台（無料）

## 交通アクセス
- JR城端線 砺波駅から車で約20分
- 北陸自動車道砺波ICから約20分